# Barcani
Barcani is een Roemeense gemeente in het district Covasna.
Barcani telt 3987 inwoners.
De gemeente ligt op de taalgrens, ten noorden ervan begint het Hongaarstalige Szeklerland.